# Chapelier fou (comics)
Pour les articles homonymes, voir Chapelier fou.
 (avril 2021).
Le Chapelier fou (en anglais Mad Hatter), de son vrai nom Jervis Tetch est un personnage de fiction appartenant à l'univers de DC Comics. Créé par Bob Kane et Bill Finger, il apparaît pour la première fois dans le comic Batman #49 en 1948. Il est nommé Chapeau Claque dans la série animée de 1968.

## Biographie fictive
Jervis Tetch est un criminel obsédé par Les Aventures d'Alice au pays des merveilles. Chapelier professionnel, il se convainquit qu'il était réellement le Chapelier fou décrit par Lewis Carroll et entreprit d'enlever plusieurs adolescentes pour en faire ses Alice. En réalité, il travaillait pour un réseau de traite des Blanches. Également obsédé par les ondes électro-magnétiques, il développa un prototype de transmetteurs de micro-ondes alpha. Il pouvait ainsi contrôler les ondes cérébrales de celui qui mettrait son invention sur la tête. Le Chapelier Fou s'inspire systématiquement de l'univers de Lewis Carroll pour l'élaboration de ses méfaits. Il revient néanmoins toujours à sa cellule à l'asile d'Arkham. 
Pendant tout l'âge d'argent puis une partie de l'âge de bronze des comics, le personnage est remplacé par un individu moustachu et potelé, obsédé par l'idée de collectionner les chapeaux les plus rares et n'hésitant pas à tuer pour cela. Il portera ces fameux chapeaux jusqu'à sa dernière apparition en tant qu'adversaire principal de Batman (et cela même après le retour du vrai Jervis Tetch). Cette nouvelle version du Chapelier a la même identité civile et criminelle que l'original, mais n'est pas du tout obsédé par Alice au Pays des Merveilles. Ce faux Chapelier fou apparu dans Detective Comics #230 revient occasionnellement dans les années 1990, le plus souvent pour des caméos, sous l'identité de Hatman.

### Biographies alternatives
Dans l'épisode Le Pays des merveilles de la série animée Batman, Jervis Tetch est un scientifique travaillant dans l'une des entreprises Wayne à l'élaboration d'un transmetteur de micro-ondes. Pour contrôler le cerveau de ses victimes, il leur accroche une carte près de l'oreille qui fait office d'émetteur. Fou amoureux d'Alice Pleasance, la secrétaire du bâtiment où il travaille, il ne supporte pas le fait qu'elle ait un fiancé. Il manipule ce dernier pour qu'il rompe avec elle, tentant alors de prendre sa place. Un soir, elle le retrouve chez lui et prend peur ; Batman, quant à lui, soupçonnant les activités de Tetch, intervient, et un combat s'engage entre les acolytes contrôlés par Tetch et le héros. Jervis accroche une carte à Alice et s'enfuit avec elle dans le Parc des merveilles de Gotham City. Batman finit par triompher du Chapelier Fou et par détruire sa dangereuse invention. Jervis achève l'épisode en chantant la chanson de la Fausse Tortue décrite par Lewis Carroll : "would not, could not, would not, could not... would not join the dance?"
Dans l'épisode 19 de la saison 2 de la série Gotham, on apprend que, dans cet univers, c'est le professeur Hugo Strange qui est à l'origine de l’obsession de Jervis pour le roman Alice au pays des merveilles. Dans cette série, il est capable d'hypnose et non de contrôle des cerveaux humains, grâce à une montre de poche également présente dans la série de jeux Batman: Arkham.

## Description

### Physique

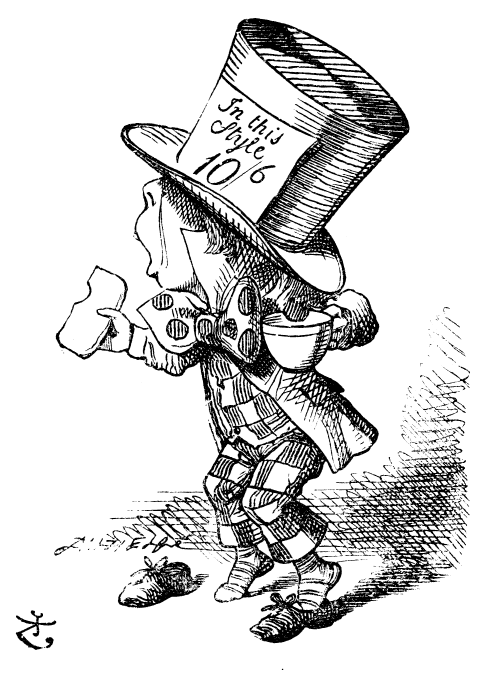
Le Chapelier fou, illustration de John Tenniel de 1865.

Le Chapelier Fou est une sorte de classic-gentleman excentrique et haut en couleur. Sa représentation est inspirée du personnage classique de Lewis Carroll : il porte évidemment un chapeau haut-de-forme où une carte est accrochée (symbole de son emprise sur le cerveau humain). Ses cheveux sont souvent raides et blonds. Il est parfois accablé d'une longue paire de dents et d'un long nez ainsi que, plus rarement, d'une petite taille proche de l'illustration de John Tenniel pour la première version imprimée des Aventures d'Alice au pays des merveilles. Il est également vêtu d'un long manteau lisse et élégant et porte une paire de gants. Son univers féerique et psychédélique désigne l'inquiétante fantaisie de son « pays des merveilles » : un monde merveilleux qui se révèle dangereux et malsain. Il a aussi été représenté avec des cheveux roux.

### Personnalité
Ce petit être qui apparaît comme fou est pourtant un génie ; il comprend une quantité de choses qui restent inaccessibles à la majorité. Il prétend que tout provient de ce que nous imaginons et non de la réalité. Toute sa philosophie de vie, ainsi que ses comportements et son entourage, sont liés de près ou de loin à l’œuvre de Lewis Carroll, œuvre qui l'obsède, ce qui explique son incapacité à différencier fantasme et réalité. Cette obsession le pousse alors à rechercher Alice, son Alice, afin de boire le thé avec elle, conformément à l'intrigue de Carroll, et pour ce faire, il se met à kidnapper plusieurs jeunes filles physiquement semblables au personnage. Cette quête se révèle pourtant impossible, Alice étant un personnage imaginaire.

## Apparitions du personnage

### Comics
- 1989 : Arkham Asylum, scénario de Grant Morrison et dessin de Dave McKean
- 2014 : Batman : le Chevalier Noir - Folie Furieuse, scénario de Gregg Hurwitz et dessin de Ethan Van Sciver et Szymon Kudranski.
- 2018 : Batman: White Knight. Les pouvoirs du chapelier sont utilisés par Harley Quinn en plus de ceux de Gueule d'argile afin d'asservir différents vilains de l'univers de Batman.

### Films d'animation
- Batman : Mauvais Sang (2016)
- Batman Unlimited : Machines contre Mutants (2016)
- Batman: The Long Halloween (2021)

### Série télévisée
- Batman (William Dozier, 1966-1968) avec David Wayne (VF : Pierre Leproux) (épisodes 13-14, 35-36)
- Gotham (Bruno Heller, 2014-2019) avec Benedict Samuel (introduit lors de la Saison 3, Épisode 3)
- Batwoman (Caroline Dries, 2019-2022) avec Amitai Marmorstain (saison 3)

### Séries animées
- Batman (Paul Dini, Bruce Timm, Eric Radomski, 1992-1995) avec Roddy McDowall (VF : Mario Santini, Jean-Pierre Leroux, Vincent Violette)
- Batman (The New Batman Adventures, Alan Burnett, Paul Dini, Bruce Timm, 1997-1999) avec Roddy McDowall (VF : Achille Orsoni et Jean-Pierre Denys)
- Superman, l'Ange de Metropolis (Superman, Alan Burnett, Paul Dini, Bruce Timm, 1996-2000) avec  Roddy McDowall
- Batman : L'Alliance des héros (Batman: The Brave and the Bold, James Tucker, 2008-2011)
- La Ligue des justiciers : Nouvelle Génération (Young Justice, Greg Weisman, Brandon Vietti, 2019) avec Dwight Schultz (VF : Jérôme Pauwels)

### Jeux vidéo
- The Adventures of Batman and Robin
- DC Universe Online (VF : Michel Mella)
- Lego Batman, le jeu vidéo
- Lego Batman 2: DC Super Heroes
- Batman: Arkham City (VF : Michel Mella)
- Batman: Arkham Origins (VF : Michel Mella)
- Batman: Arkham Knight - Season of Infamy (VF : Michel Mella)